# 比克西耶尔莱米讷
比克西耶尔莱米讷（法語：Buxières-les-Mines，法語發音：[byksjɛʁ le min]）是法国阿列省的一个市镇，属于穆兰区。

## 地理
比克西耶尔莱米讷（46°28'5"N, 2°57'36"E）面积46.95 平方千米，位于法国奥弗涅-罗讷-阿尔卑斯大区阿列省，该省份为法国中部省份，北起涅夫勒省、西北接谢尔省，西南至克勒兹省，南至多姆山省，东南临卢瓦尔省，东临索恩-卢瓦尔省。
与比克西耶尔莱米讷接壤的市镇（或旧市镇、城区）包括：沙沃农、米拉、罗克勒、圣欧班勒莫尼亚勒、圣伊莱尔、圣索尔南、托尔特宰、维约尔、伊格朗德。

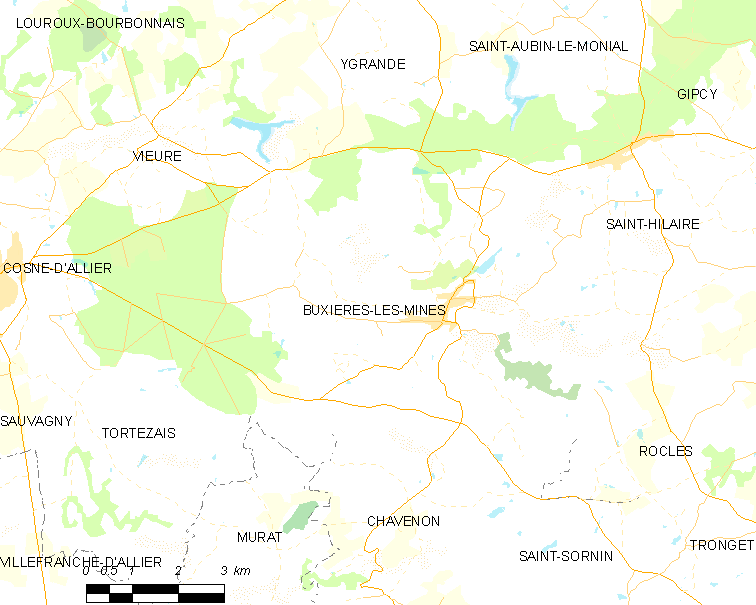
比克西耶尔莱米讷的OSM定位图

比克西耶尔莱米讷的时区为UTC+01:00、UTC+02:00（夏令时）。

## 行政
比克西耶尔莱米讷的邮政编码为03440，INSEE市镇编码为03046。

## 政治
比克西耶尔莱米讷所属的省级选区为波旁拉尔尚博县。

## 人口

1962-2008年间比克西耶尔莱米讷人口变化图示

比克西耶尔莱米讷于2022年1月1日时的人口数量为1001人。